# Paolo Pellegrin

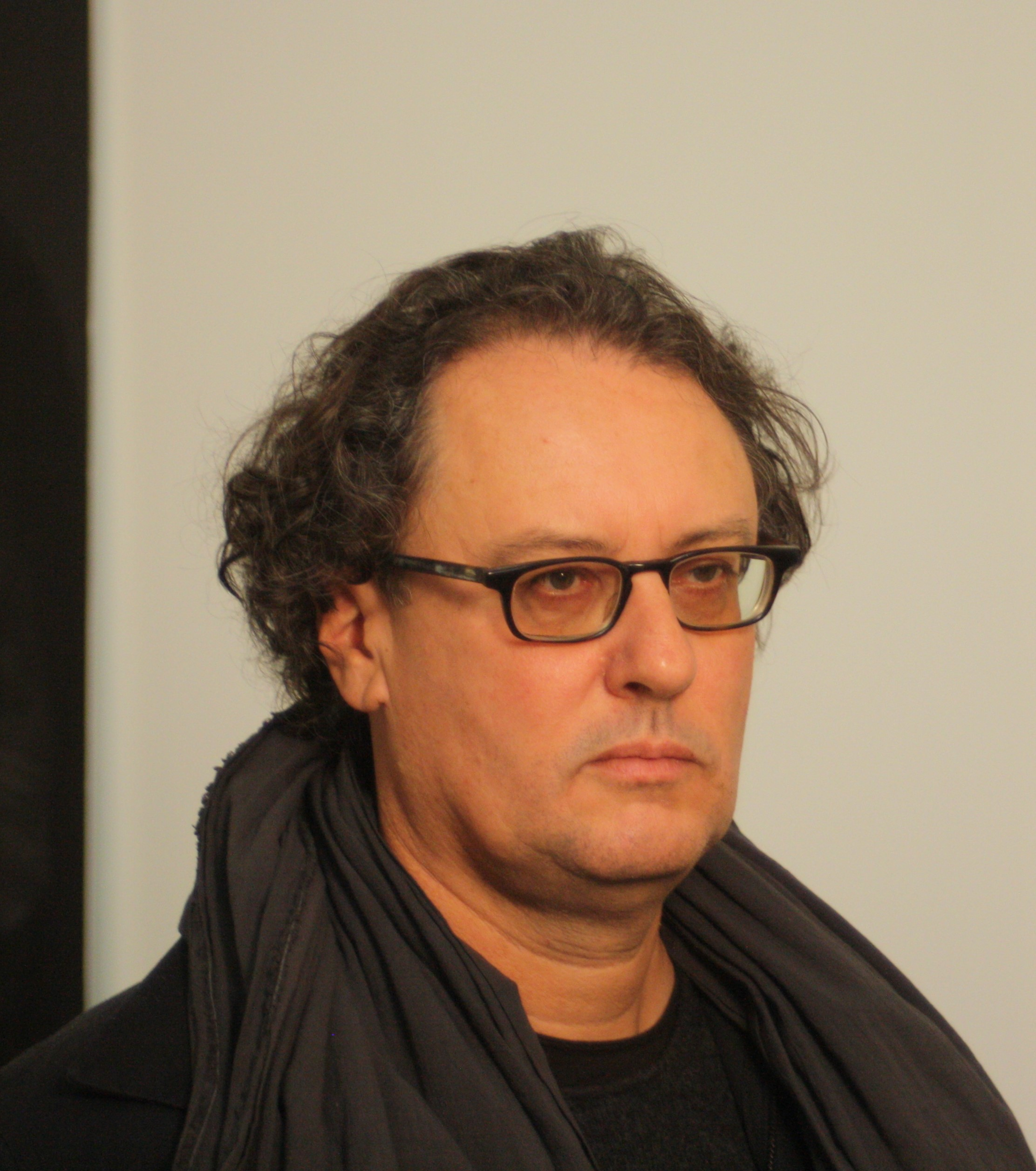
Paolo Pellegrin in Hamburg anlässlich seiner Ausstellung 2019 in der Deichtorhalle

Paolo Pellegrin (* 11. März 1964 in Rom) ist ein italienischer Fotograf. Er ist vor allem bekannt durch seine Dokumentation von bewaffneten Konflikten, humanitären Krisen und Umweltkatastrophen. Oft stellt er menschliche Schicksale in den Mittelpunkt seiner Arbeiten.

## Leben
Pellegrin absolvierte sein Studium am Institut für Fotografie in Rom. Anfang der 1990er Jahre ging er nach Paris und arbeitete in den folgenden Jahren als  Fotojournalist für diverse internationale Publikationen. 1995 erhielt er für seine Aufnahmen über Aids in Uganda seine erste Auszeichnung von World Press Photo. 2000 bekam er ein Stipendium der Hasselblad Foundation. Pellegrin hat bis heute den World Press Photo Award zehn Mal gewonnen.
Er wurde 2001 Magnum Photos Associate und 2005 dort Vollmitglied. Pellegrin hat darüber hinaus enge Verbindungen zur Zeitschrift Newsweek. Insbesondere seine Tätigkeit im Rahmen von Kriegsberichterstattung machte ihn bekannt, so war er während des Kosovokrieges 1999, des Darfur-Konflikts 2004 und des Libanonkrieges 2006, bei dem er selbst nur knapp dem Tod durch Raketenbeschuss entging, im Einsatz. Seine Bilder beschäftigen sich zwar vornehmlich mit dem Krieg, er nimmt aber auch den Hass, das Leid und die Trauer der Menschen in den Blick. Er selbst sieht seine Rolle darin, „Aufzeichnungen für unser kollektives Gedächtnis zu schaffen“. Trotz der Härte und Direktheit der dargestellten Themen zeichnen sich seine Aufnahmen durch kompositorische Eleganz aus.
Pellegrin lebt wechselweise in Rom und New York.

## Ausstellungen
Er hatte international zahlreiche Einzel- und Gruppenausstellungen. Zum Beispiel:
- Double Blind CVZ Contemporary New York City 2007
- Broken Landscape Museo di Roma in Trastevere 31. Mai – 9. September 2007
- Traces of War Malmö Museer 19. November 2005 – 19. Februar 2006
- The War of Desires Haus der Fotografie Moskau
- Israel and Palestine im Bildens Hus fotomuseet Sundsvall 10. September – 11. September 2004
- Apocalypse: Contemporary visions in der Candace Dwan Gallery New York City 30. Mai – 27. Juli 2007
- FotoGrafia. Festival Internazionale di Roma in der Zone Attive s.r.l. 6. April – 3. Juni 2007
- Turkey by Magnum im Istanbul Modern 15. Februar – 20. Mai 2007
- Paolo Pellegrin Retrospective in der VKB München 12. Oktober 2011 – 20. Februar 2012
- Paolo Pellegrin im ZEIT-Magazin im Kunstverein Bad Salzdetfurth Bodenburg 9. Januar – 12. Februar 2012
- Paolo Pellegrin – un’Antoligia in den Deichtorhallen Hamburg 31. Oktober 2019 – 1. März 2020
- Paolo Pellegrin Fragile Wunder im Kunstmuseum Wolfsburg, 2023/24

## Auszeichnungen
- World Press Photo Award 1st Prize Daily Life 1995
- Kodak Young Photographer Award 1996
- World Press Photo Award 3rd Prize Portraits 1999
- World Press Photo Award 1st Prize People in the News 2000
- Hasselblad Foundation Grant for Photography 2000
- Leica Medal of Excellence 2001
- Hansel-Mieth-Preis 2002
- Prix Pesaresi 2003
- Olivier Rebbot Award Overseas Press Club, USA 2004
- World Press Photo Award 2nd Prize General News 2005
- World Press Photo Award 1st Prize Portraits 2006
- W.-Eugene-Smith-Preis 2006
- World Press Photo Award 1st Prize General News 2007
- Robert Capa Gold Medal Award 2007
- Leica European Publishers Award for Photography 2007
- "City of Gijón" Prix international de photojournalisme 2007
- Antonio Russo National Prize for War Reportage 2007
- Deutscher Fotobuchpreis 2008
- Dr.-Erich-Salomon-Preis 2013 der Deutschen Gesellschaft für Photographie (DGPh)

## Bildbände, Werke
- Cambogia Federico Motta Editore 1998
- L’au delà est là Le Point du Jour 2001
- Paolo Pellegrin: Kosovo 1999 - 2000 - The Flight of Reason Trolley 2002
- Paolo Pellegrin, Scott Anderson: Double Blind : War in Lebanon 2006 Trolley 2007
- Thomas Osterkorn (Hrsg.): Paolo Pellegrin. Gruner und Jahr, Hamburg 2007, ISBN 978-3-570-19847-6
- As I was dying. Edition Braus, Heidelberg 2007, ISBN 978-3-89904284-9
- Paolo Pellegrin: Storm Silvana Editoriale 2010
- mit Stefan Pielow: New York. Mare, 2011.[5]